# Sophie Hahn
Sophie Megan Hahn (née le 23 janvier 1997) est une athlète handisport britannique concourant dans la catégorie T38. 
En 2018, elle remporte la médaille d'or du 100 m T38 féminin aux Jeux du Commonwealth. Ce faisant, elle devient la première athlète à remporter la même épreuve aux Championnats du monde, aux Jeux paralympiques, aux Championnats d'Europe et aux Jeux du Commonwealth. 

## Carrière
Hahn, qui souffre de paralysie cérébrale liée à des complications durant sa naissance, commence à parler et à marcher à seulement trois ans. Elle débute l’athlétisme à l’âge de 15 ans. Enthousiasmée par les Jeux paralympiques d'été de 2012 à Londres, son frère aîné l'encourage à intégrer un club d'athlétisme. Ses premières compétitions ont lieu en 2013 et après avoir participé à plusieurs tournois en juin, elle perce sur la scène du sprint britannique en prenant la première place au Championnat d'Angleterre d’athlétisme sur le 100 m en 13 s 27 et le 200 m en 27 s 88,. 
Sélectionnée pour les Championnats du monde à Lyon en T38, elle court le 100 m et le 200 m. Le 21 juillet, elle remporte sa course de qualification sur le 200 m avec un temps de 27 s 56. En finale, elle est  battue par la Brésilienne Verônica Hipólito, mais rafle la médaille d'argent. Le 23 juillet, elle se qualifie pour la finale du 100 m. Le lendemain, en finale, Hahn établit un nouveau record du monde de 13 s 10, record détenu par sa rivale, Verônica Hipólito qui termine deuxième de la course.   
À ses tout premiers Championnats d’Europe handisport 2014 à Swansea, Hahn rafle trois médailles d’argent. L'athlète basée à Loughborough termine juste derrière Margarita Goncharova sur le 100 m et le 400 m. Les quatuors composé d'Olivia Breen, Bethy Woodward (en), Jenny McLoughlin (en) et Hahn sont battues par le relais russe sur le 4 × 100 m T35-38 mais établissent un record d'Angleterre en 53 s 84. L'année suivante, à ses premiers Championnats du monde à Doha, elle remporte l'or sur le 100 m et le relais et l'argent sur le 200 m. 
Elle participe à ses premiers Jeux paralympiques en 2016 à Rio de Janeiro où elle devient championne paralympique du 100 m T38 devant la brésilienne Hipólito et la Britannique Cox. En mai 2017, elle bat de nouveau son record du monde du 100 m en 12 s 49. Lors des Championnats d'Europe handisport, elle rafle l'or du 100 m T38 devant sa compatriote Kadeena Cox. 
Aux Jeux du Commonwealth de 2018, elle remporte l'or sur le 100 m T38 en 12 s 46, battant son record du monde 3 centièmes de seconde,. Quelques semaines plus tard aux Championnats d'Europe handisport à Berlin, elle gagne la médaille d'or du 200 m T38 avec un nouveau record des championnats en 26 s 51. Cette année-là, le père d'Olivia Breen questionne dans les journaux la classification paralympique d'Hahn, la trouvant inadaptée. Lors d'une commission parlementaire, Michael Breen affirme que Hahn est mal classée et qu'elle est donc avantagée face à ses adversaires,. 
L'année suivante, Sophie Hahn améliore son propre record du monde du 200 m T38 en 25 s 92 lors des Mondiaux 2019 à Dubaï et remporte l'or.

## Palmarès

### Jeux paralympiques
- Jeux paralympiques d'été de 2020 à Tokyo :
  -  100 m T38
- Jeux paralympiques d'été de 2016 à Rio de Janeiro :
  -  100 m T38
  -  4 x 100 m T38

### Championnats du monde
- Championnats du monde 2019 à Dubaï :
  -  100 m T38
  -  200 m T38
- Championnats du monde 2017 à Londres :
  -  100 m T38
  -  200 m T38
- Championnats du monde 2015 à Doha :
  -  100 m T38
  -  4 x 100 m T38
  -  200 m T38
- Championnats du monde 2013 à Lyon :
  -  100 m T38
  -  200 m T38

### Championnat d'Europe
- Championnats d'Europe 2018 à Berlin :
  -  100 m T38
  -  200 m T38
  -  4 x 100 m T38
- Championnats d'Europe 2016 à Grosseto :
  -  100 m T38
  -  4x 100 m T38
  -  200 m T38
- Championnats d'Europe 2014 à Swansea :
  -  100 m T38
  -  400 m T38
  -  4 x 100 m T38

### Jeux du Commonwealth
- Jeux du Commonwealth de 2018 à Gold Coast :
  -  100 m T38

## Distinctions
- 2015 : Athlète féminine du mois (octobre) par Sky Sports[10]
- 2017 : membre de l'ordre de l'Empire britannique[19]